# Gimenells i el Pla de la Font
Gimenells i el Pla de la Font est une commune espagnole de Catalogne, située dans la province de Lérida et la comarque de Segrià.

## Géographie
La commune s'étend sur 55,8 km2 dans le sud-ouest de la province de Lérida et est limitrophe de l'Aragon. Elle comprend les localités de Gimenells, El Pla de la Font et Santa María de Gimenells.

## Histoire
L'histoire moderne de Gimenells commence en 1928 avec la création de la zone d'Obra Tutelar Agraria sur le territoire d'Alpicat. La localité se développe à partir des années 1940 et la paroisse est fondée en 1959. La même année, le village d'El Pla de la Font est créé.
Gimenells et Pla de la Font sont détachés d'Alpicat et érigés en commune distincte par un décret du 25 mars 1991.

## Jumelage
- Seilh (France)